# داميان لوتاليك
داميان لوتاليك (بالفرنسية: Damien Le Tallec)‏ (مواليد 19 أبريل 1990 في بويزي - فرنسا) لاعب كرة قدم فرنسي يلعب حاليا لصالح نادي الدرجة الأولى بروسيا دورتموند الألماني منذ 2009 في مركز المهاجم .

## روابط خارجية
- داميان لوتاليك على موقع الاتحاد الدولي (مؤرشف)  (الإنجليزية)
- داميان لوتاليك على موقع الاتحاد الأوربي (الإنجليزية)
- داميان لوتاليك على موقع اتحاد أوكرانيا (الإنجليزية)
- داميان لوتاليك على موقع رابطة كرة القدم الفرنسية للمحترفين (الإنجليزية)
- داميان لوتاليك على موقع إي إس بي إن إف سي (الإنجليزية)
- داميان لوتاليك على موقع قاعدة بيانات كرة القدم.إي يو (الإنجليزية)
- داميان لوتاليك على موقع بيانات كرة القدم. دي إي (الألمانية)
- داميان لوتاليك على موقع ليكيب (الفرنسية)
- داميان لوتاليك على موقع Soccerway.com (الإنجليزية)
- داميان لوتاليك على موقع عالم كرة القدم.نت (الإنجليزية)